# François-Henri de Montmorency, Duc de Luxembourg
François Henri de Montmorency-Bouteville, Duc de Piney-Luxemburg, anomenat Luxemburg, (8 gener 1628 – 4 gener 1695) fou un general francès, Mariscal de França, camarada i successor de Le Grand Condé.

## Primers Anys
François Henri de Montmorency va néixer a Paris. El seu pare, François de Montmorency-Bouteville, havia estat executat sis mesos abans del seu naixement per participar en un duel contra el Marquès de Beuvron. La seva tia, Carlota Margarida de Montmorency, Princesa de Condé, es va agafar càrrec d'ell i el va educar amb el seu fill, el Duc de Enghien. El jove Montmorency (o Bouteville, com s'anomenava llavors) va créixer molt proper al seu cosí, i va compartir els seus èxits i inrevessos durant la guerra civil. Va tornar a França el 1659 i fou perdonat. Condé, llavors molt lligat a la Duquessa de Châtillon, la germana de Montmorency, va idear el matrimoni del seu amic i cosí amb Madeleine de Luxemburg, Princesa de Tingry i hereva de la Casa de Luxemburg (1661). Amb el matrimoni, François va esdevenir Duc de Luxemburg i noble de França.

## Luxemburg com general

### Guerra de Devolució i Guerra Francoholandesa
A l'inici de la Guerra de Devolució (1667–68), Condé, i consegüentment Luxemburg, no tenien tropes al càrrec, però durant la segona campanya Luxemburg va servir com lloctinent de Condé en la conquesta del Franc Comtat. Durant els quatre anys de pau que van seguir, Luxemburg va aconseguir el favor de Louvois, i el 1672 va rebre un alt nomenament per lluitar en la Guerra Francoholandesa. Va derrotar un contraatac de les forces de Guillem III a Woerden, però després es va trobar blocat per la Línia d'Aigua holandesa, unes defenses basades en terrenys inundats. El 27 de desembre, les inundacions es van congelar i Luxemburg va començar a avançar, però un desglaç sobtat va dividir la seva. Retrocedint, Luxemburg va trobar la ciutat fortalesa de Bodegraven abandonada pel seu destacament i va ordenar que la població civil fos cremada viva dins les seves cases. La propaganda anti-francesa es va fer ressò d'aquesta massacre i quan Luxemburg va presumir davant Lluís XIV d'haver rostit tots els holandesos que va poder trobar a la ciutat, el va sorprender trobar que algunes veus a la cort consideraven tals crueltats innecessàries. El 1673 va liderar la famosa retirada d'Utrecht a Maastricht amb només 20,000 contra 70,000, una proesa que el va ascendir a la primera línia de generals.
El 1674 va ser anomenat capità del Garde du Corps, i el 1675 Mariscal de França. El 1676 liderava l'exèrcit del Rin, però no va poder mantenir el Duc de Lorraine allunyat Philipsburg. El 1677 va saquejar Valenciennes; i el 1678 va derrotar el Príncep d'Orange, qui el va atacar a St Denis després de la signatura de la Pau de Nimega. La seva reputació era força alta, però es creu que va passar alguns mesos a la Bastilla per la seva implicació en "l'afer dels verins", una xarxa d'endevinadores de París que facilitaven verí, afrodisíacs, avortaments i presumptes encanteris.

### Guerra de l'Aliança Magnífica 1688-97

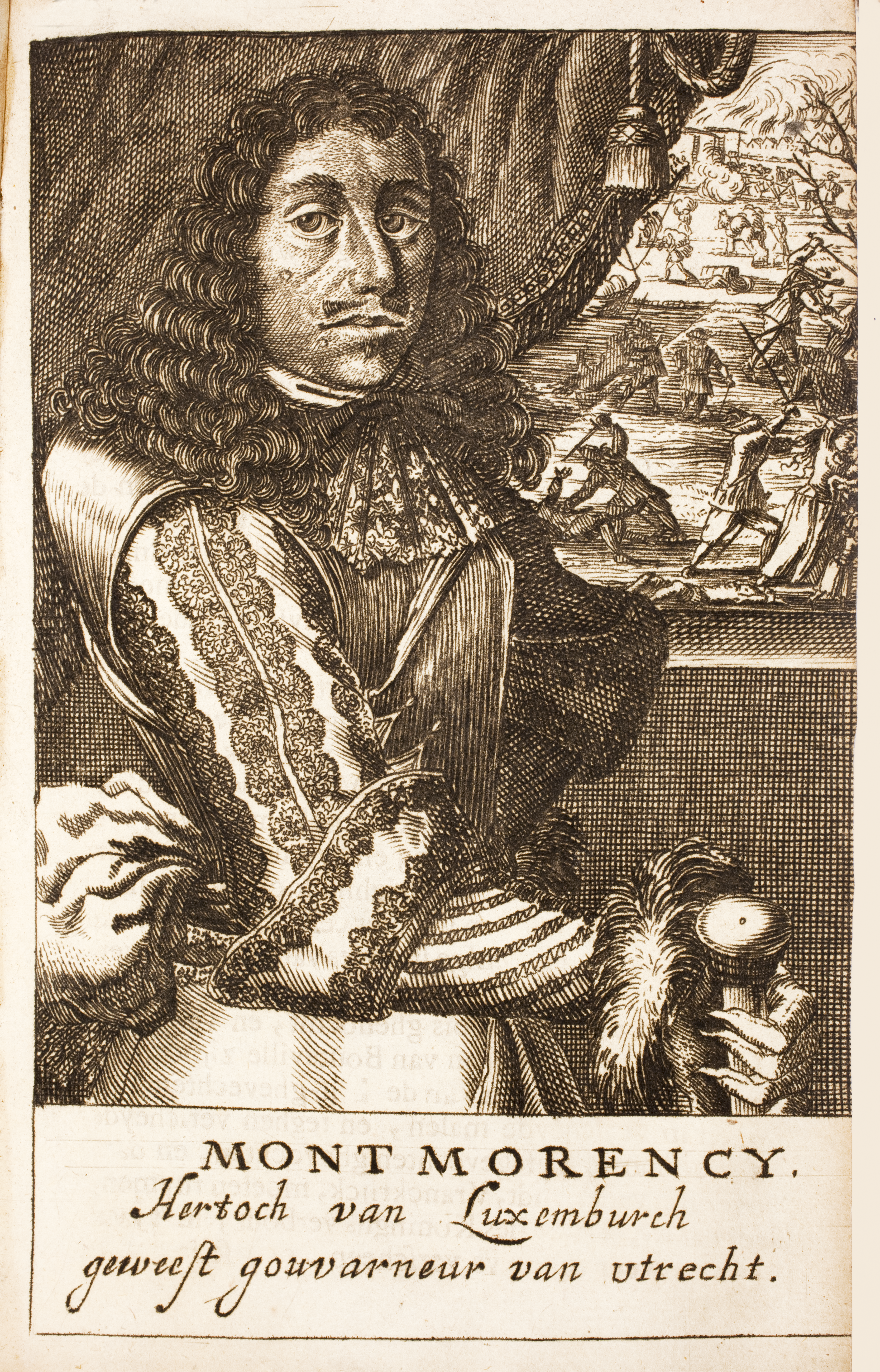
Gravat holandès de Montmorency; en el fons la massacre de civils holandesos en mans de les seves tropes.

El 1690, durant la Guerra dels Nou Anys, Luxemburg va ser confiat amb el comandament de l'exèrcit del rei Lluís XIX als Països Baixos espanyols, rellevant Lluís de Crevant, Duc de Humières. L'1 de juliol de 1690 va guanyar una victòria al comandant aliat, el Príncep de Waldeck, a Fleurus. En l'any següent fou un altre cop victoriós a Leuze el 18 de setembre de 1691.
En la següent campanya va cobrir el setge del rei a Namur, el 1692, i va derrotar Guillem III a 
Steenkerque; el 29 de juliol de 1693 va obtenir la seva victòria més sonada sobre el seu vell adversari a Landen, batalla que li va guanyar el sobrenom de tapisser de Nôtre Dame pel número d'estendards que va capturar i va exhibir a la catedral. Va ser rebut amb gran entusiasme a Paris, exceptuant el rei, qui desconfiava d'un parent i partidari del Condés.

## Mort
En el seu retorn a Versailles per passar l'hivern va caure malalt, i va morir. En els seus últims moments va ser assistit pel sacerdor jesuita Bourdaloue, qui va dir en la seva mort, "no he viscut la seva vida, però desitjaria morir la seva mort." Luxemburg va ser considerat immoral, fins i tot en aquells temps, però com a general fou l'alumne més magnífic de Condé. Encara que era mandrós en l'administració d'una campanya, quan arribava el moment de la batalla semblava tenir una brillantor que, ni el fervor de Guillem ni la disciplina de soldats holandesos o anglesos podien fer-hi res en contra.
La seva mort tanca el segon període de la història militar del regnat de Louis XIV. Catinat i Luxemburg, encara que inferiors a Condé i Turenne, eren de lluny superiors a Tallard i Villeroi.

## Reputació
St-Simon va dir de Luxemburg:
...En els seus càlculs ningú era més conscienciós que M. de Luxemburg; ningú més brillant, prudent i imaginatiu de cara l'enemic o dins batalla. Va tenir molta confiança, i alhora un cap fred que li va permetre observar i preveure moviments en el mig d'una feroç canonada, en moments perillosament crítics. Allí era quan ell era veritablement gran. En altres moments, era absolutament mandrós; cap exercici, exceptuant l'absolutament necessari; joc; converses amb amics; cada nit una petita festa; gairebé sempre amb la mateixa companyia i, si passaven a prop d'una ciutat, es feien acompanyar per dones.
Deien que tenia un enginy punyent. Guillem va dir d'ell "Mai puc batre aquest maleït geperut". "Com sàp que tinc una gepa?" va dir Luxemburg, "si mai m;'ha vist l'esquena". (Doncs era Guillem qui sempre fugia de Luxemburg).
Va deixar quatre fills, el més jove fou també Mariscal de França.

## Matrimoni i nens
El 17 de març de 1661 François-Henri de Montmorency es va casar amb Madeleine de Clermont-Tonnerre, duquessa de Luxemburg, princesa de Tingry, comtessa de Ligny, baronessa de Dangu, i va tenir 5 nens:
- Charles Frédéric de Montmorency-Luxemburg (1662–1726), duc de Piney-Luxemburg, pare de Charles II Frédéric (1702–1764) Mariscal de França (1757) ;
- Pierre Henri de Montmorency-Luxemburg (1663–1700), abat de Sant-Michel d'Orcamp ;
- Paul Sigismond de Montmorency-Luxemburg (1664-?), duc de Châtillon, comte de Luxe i baró d'Apremont ;
- Angelique Cunegonde de Montmorency-Luxemburg (1666–1736), mademoiselle de Luxemburg ; casada amb Louis Henri de Borbó, fill il·legítim de Louis de Borbó.
- Christian Louis de Montmorency-Luxemburg (1675–1746), príncep de Tingry, comte de Luxe, Noble de França, Mariscal de França (1734).